# Nélson Coruja
Nélson Alves Moreno, mais conhecido como Nélson Coruja (São Paulo, 7 de março de 1940), é um ex-futebolista brasileiro que atuava como zagueiro. Ele iniciou sua carreira profissional jogando pela Portuguesa de Desportos em 1959.
Nélson Coruja fez parte da famosa "Academia" da Sociedade Esportiva Palmeiras. Conquistou títulos e atuou pela equipe alviverde em 183 partidas com 98 vitórias, 51 empates, 34 derrotas e apenas um gol anotado.

## Títulos
Palmeiras
- Campeonato Brasileiro: 1969
- Troféu Ramón de Carranza: 1969